# 春日野道駅 (阪急)
春日野道駅（かすがのみちえき）は、兵庫県神戸市中央区国香通一丁目にある、阪急電鉄神戸本線の駅。駅番号はHK-15。

## 歴史
- 1936年（昭和11年）4月1日：阪神急行電鉄（当時の社名）神戸線の神戸駅（現在の神戸三宮駅）延伸と同時に開業[3]。
- 1945年（昭和20年）6月：営業休止[2]。
- 1946年（昭和21年）5月15日：営業再開[2]。
- 1948年（昭和23年）9月8日：13時35分ごろ、当駅東方100メートルの高架線上で停車していた梅田行き普通電車に急行電車が追突する事故が発生[4]。当駅の急カーブで見通しが利かなかったことが事故の遠因となった[5]。負傷者の1人には当時普通電車に乗り合わせていた後の扇千景がおり、肩の骨を折り入院したことが宝塚歌劇団に入団するきっかけとなった経緯が記述された書籍がある[6]。
- 1968年（昭和43年）4月7日：神戸高速鉄道の開通に伴い、山陽電気鉄道の列車が乗り入れるようになる[3]。
- 1995年（平成7年）
  - 1月17日：阪神・淡路大震災により被災し、営業休止となる[2]。
  - 3月13日：王子公園駅 - 三宮駅間が復旧[3]。御影駅 - 三宮駅間で普通列車の折り返し運転を開始。
  - 6月1日：岡本駅 - 御影駅間が復旧[3]。夙川駅 - 神戸高速鉄道新開地駅間で普通列車の折り返し運転を開始。
  - 6月12日：西宮北口駅 - 夙川駅間が復旧し、全線開通[3]。
- 1998年（平成10年）2月15日：山陽電気鉄道との相互直通運転を中止[3]。
- 2013年（平成25年）12月21日：駅番号導入[7][8]。
- 2023年（令和5年）3月18日：西改札口及びエレベーターを新設[9]。可動式ホーム柵の供用開始[9]。

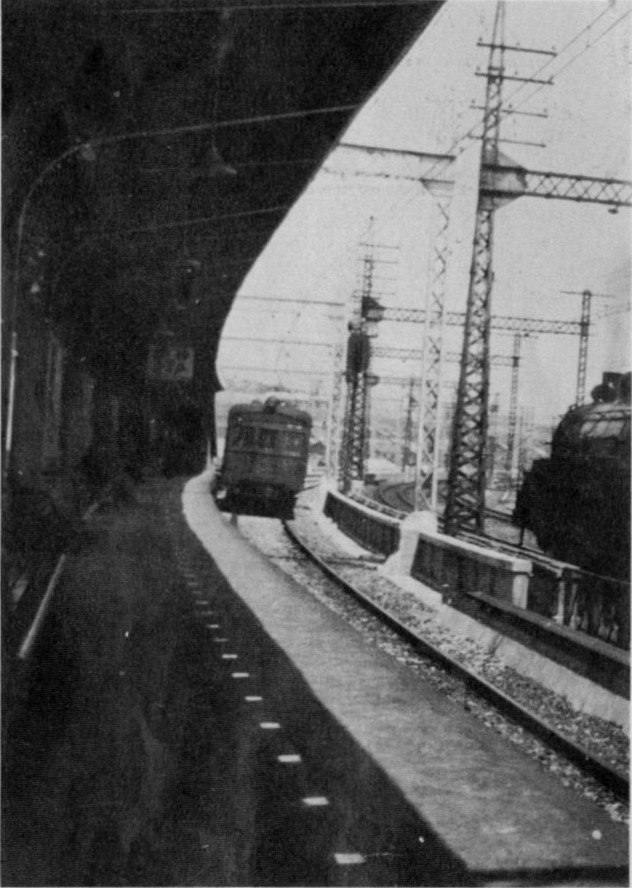
東海道本線の蒸気機関車とすれ違う神戸行き阪急電車（1936年5月）
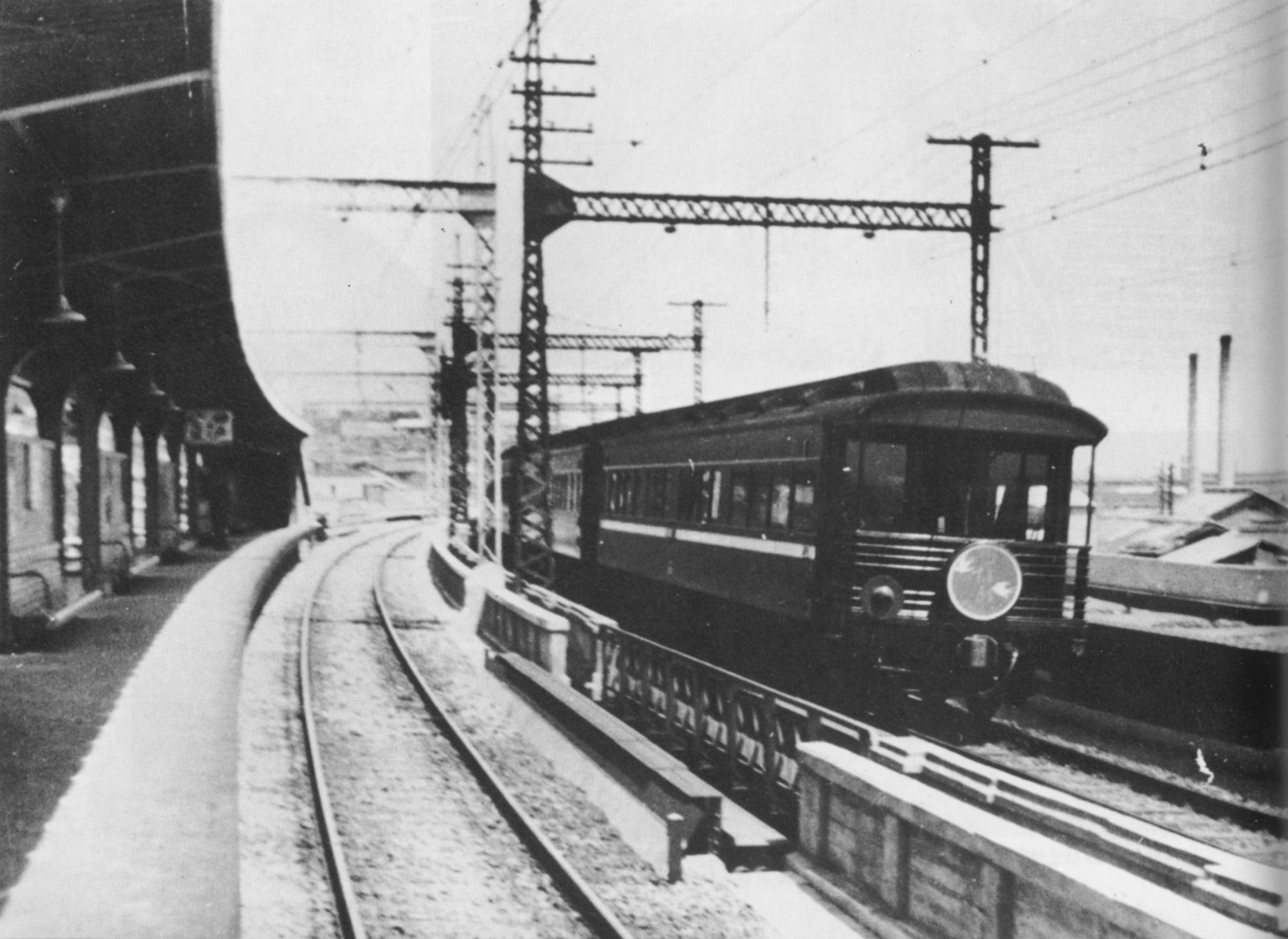
春日野道駅ホームから見る上り特急「つばめ」展望車（1936年4月）
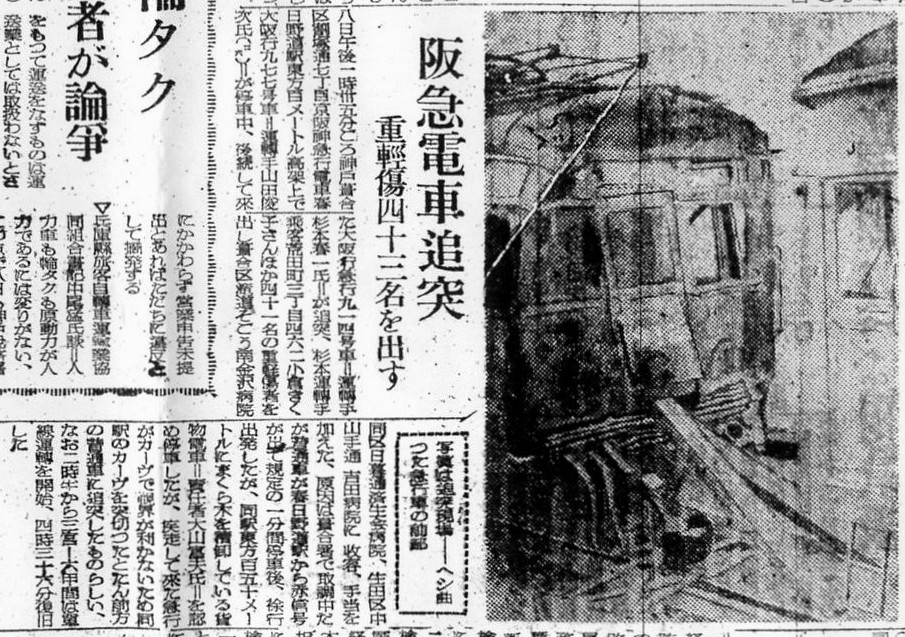
1948年9月8日に発生した追突事故を報じる神戸新聞

## 駅構造
島式ホーム1面2線を有する高架駅で、隣には東海道本線（JR神戸線）が並行して走っている。分岐器や絶対信号機を持たないため、停留所に分類される。ホームは2階で、駅舎（改札口）は大阪梅田寄りの1か所のみで、高架下にある。
トイレは東・西改札内両方にあり 西に多機能トイレがある。また、東改札のトイレは女性用と男性用で少し離れている。
ホーム幅員は一般的な駅と比較すると狭い。なお、中津駅よりはやや広いが、速度制限区間内とはいえ通過列車は85 - 90km/hの高速で通過する。中津駅と同様に整列乗車のための乗車位置表示は設置されていない。
リベットが使用されている鉄骨造のホーム上屋は開業時以来のもの。以前はホーム上屋が切れていた付近に旧西出入口があったが、後のホーム延伸で一旦廃止された。2023年3月18日にホーム西端に再度西出入口がエレベーター専用出入口として新たに設置された。

### のりば
| 号線 | 路線      | 方向 | 行先                               |
| ---- | --------- | ---- | ---------------------------------- |
| 1    | ■神戸本線 | 下り | 神戸三宮・新開地・山陽電鉄線方面   |
| 2    | ■神戸本線 | 上り | 大阪梅田・西宮北口・京都・宝塚方面 |

※実際には構内にのりば番号表記はないが、スマートフォン向けアプリ「阪急沿線ナビ TOKKアプリ」の発車案内機能では、神戸三宮方面が1号線、大阪梅田方面が2号線と表示されている。

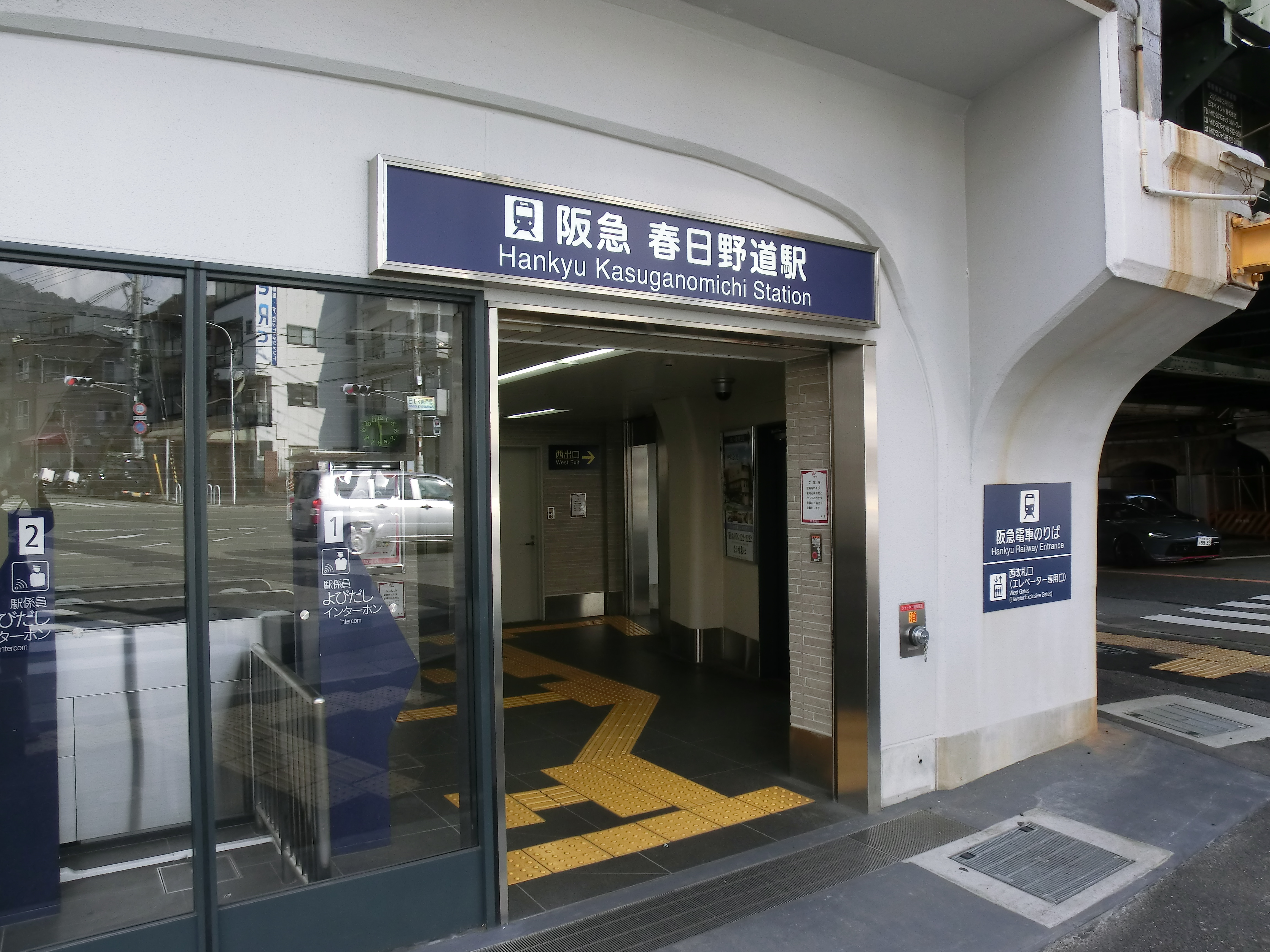
西口
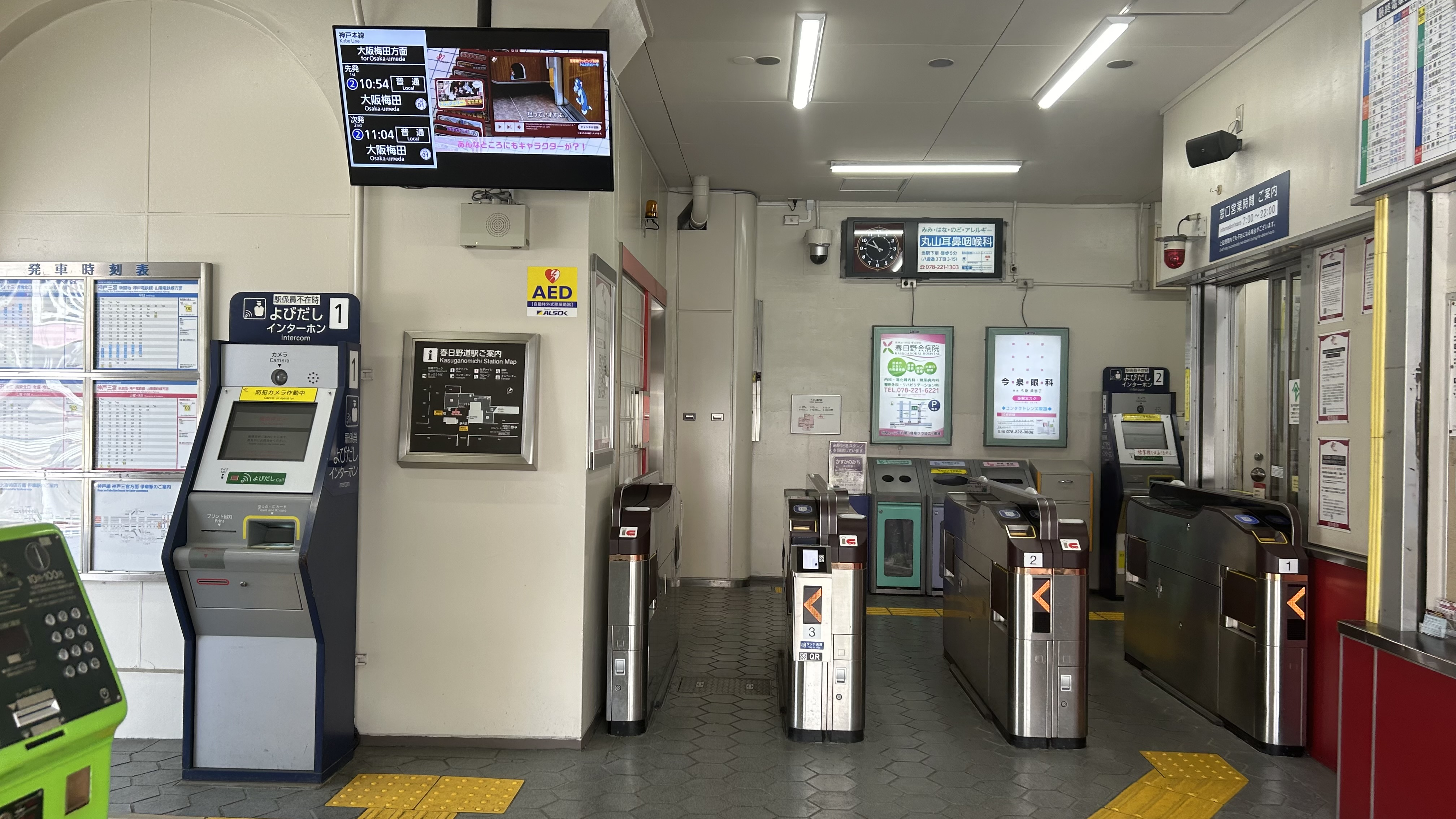
東改札口
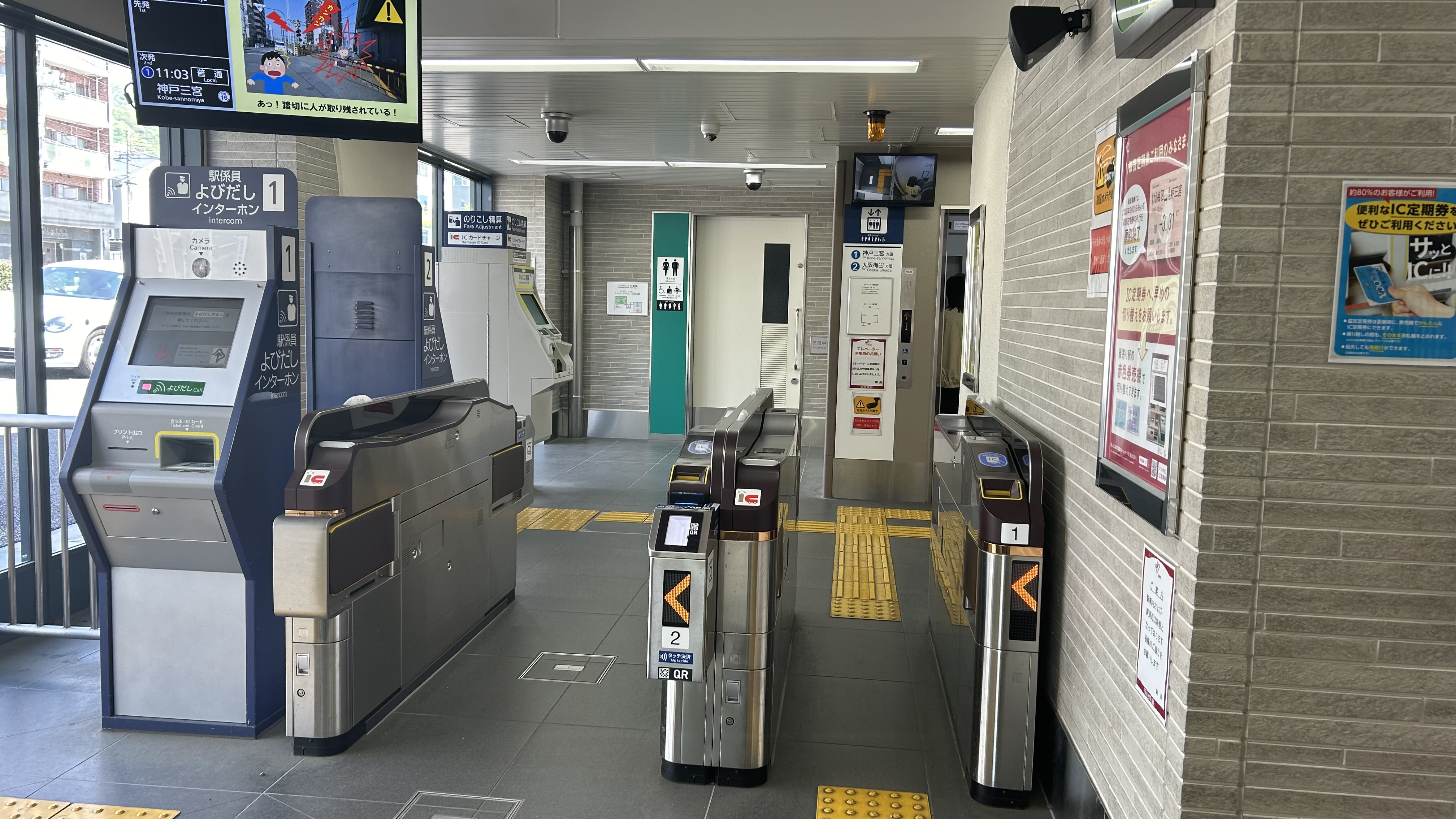
西改札口
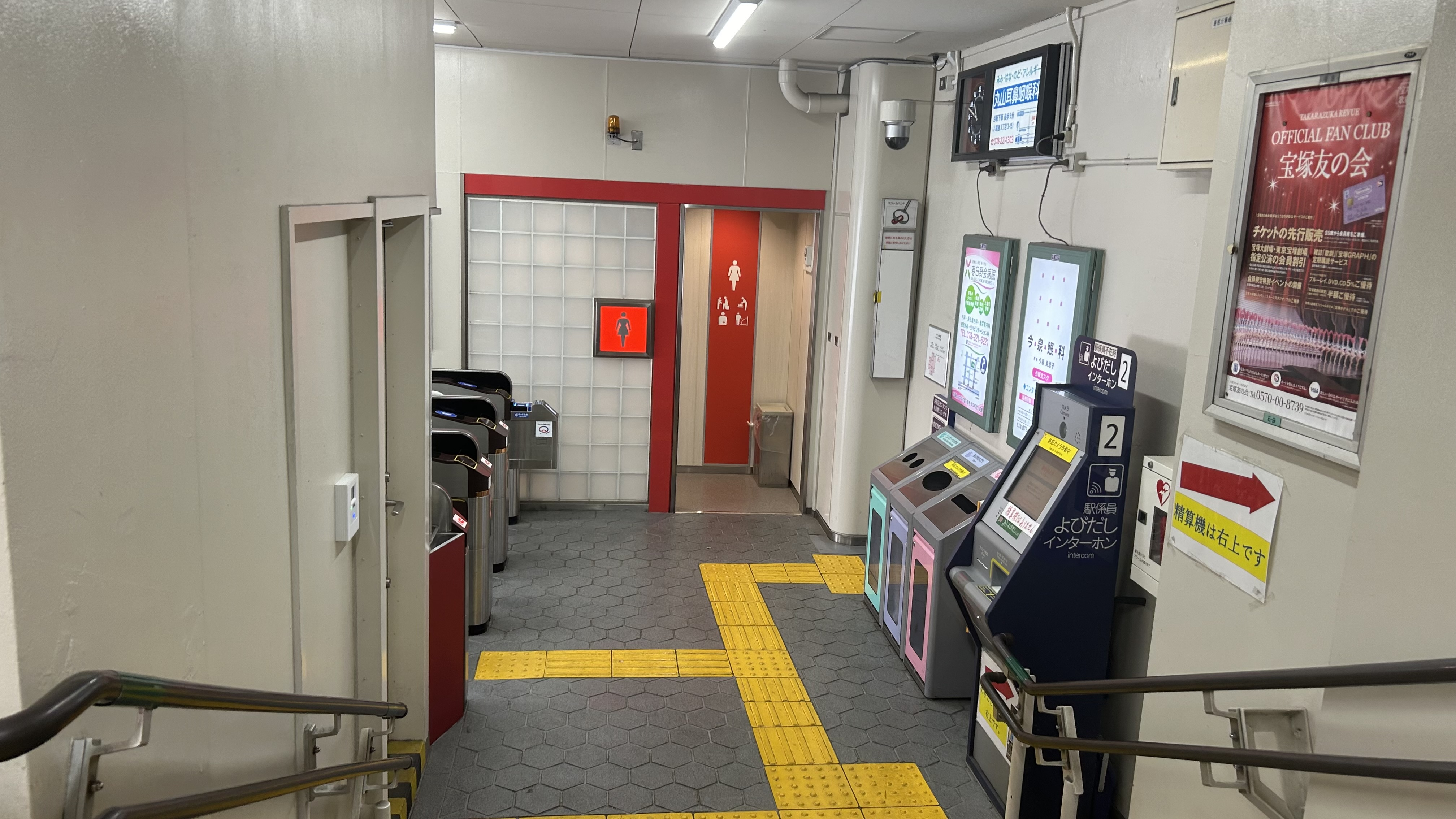
東改札トイレ
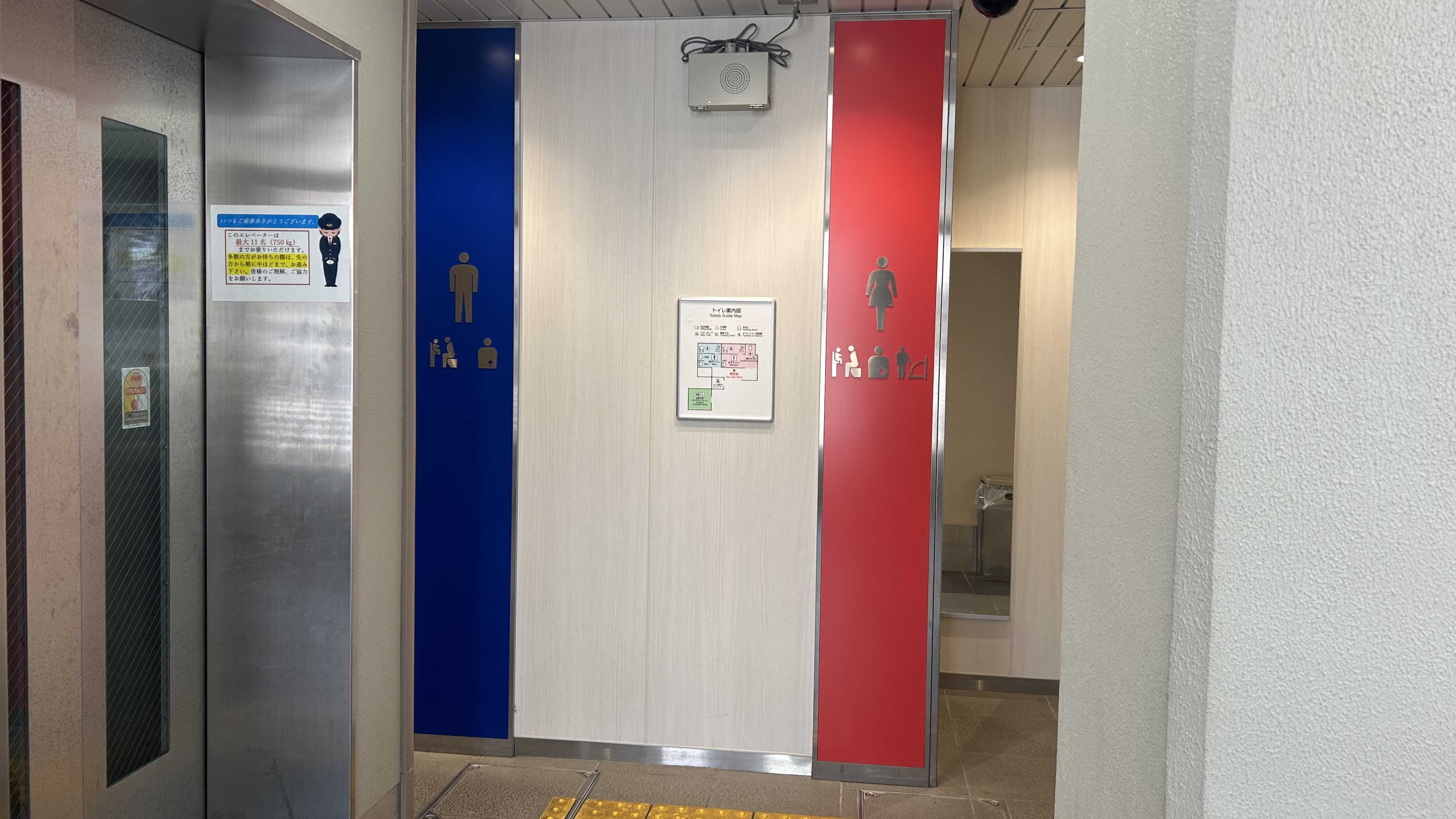
西改札トイレ
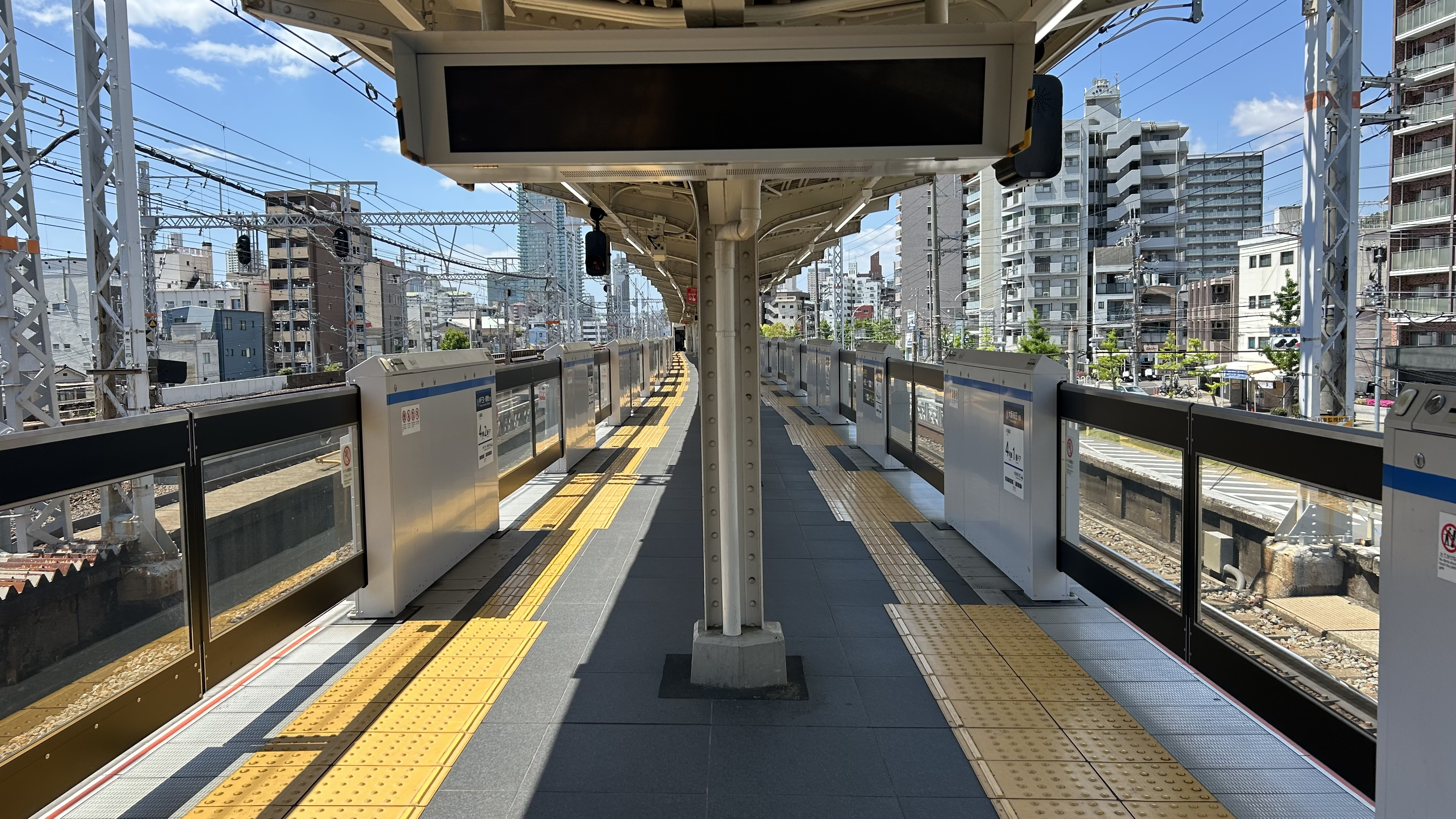
ホーム
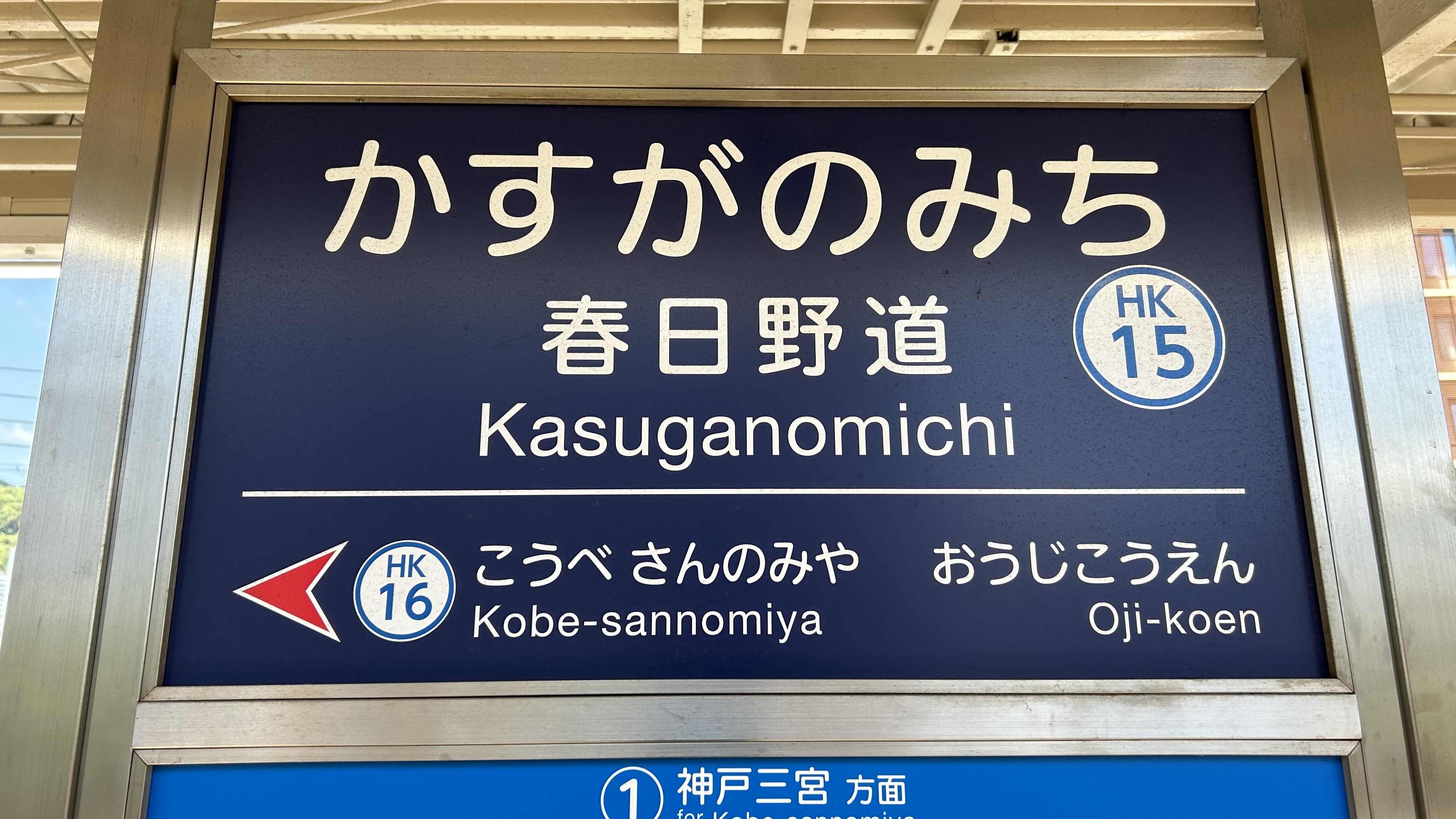
駅名標

## 利用状況
2023年（令和5年）の通年平均乗降人員は10,621人である。阪急全線で64位で、神戸本線の駅としては中津駅に次いで少ない。

### 年次別利用状況
各年次の乗降人員の推移は下表の通り。
| 年次               | 乗降人員 | 増減率 | 順位 | 出典       |
| ------------------ | -------- | ------ | ---- | ---------- |
| 2017年（平成29年） | 10,594   |        | 66位 | [ 阪急 1 ] |
| 2018年（平成30年） | 10,646   | 0.5%   | 66位 | [ 阪急 2 ] |
| 2019年（令和元年） | 10,812   | 1.6%   | 66位 | [ 阪急 3 ] |
| 2020年（令和02年） | 8,659    | -19.9% | 65位 | [ 阪急 4 ] |
| 2021年（令和03年） | 8,792    | 1.5%   | 64位 | [ 阪急 5 ] |
| 2022年（令和04年） | 9,544    | 8.6%   | 64位 | [ 阪急 6 ] |
| 2023年（令和05年） | 10,621   | 11.3%  | 64位 |            |

## 駅周辺

### 東口
阪神電気鉄道にも春日野道駅があるが、直線距離で450メートル程離れている。尚、阪神春日野道駅もかつては当駅と同様にホーム幅が狭く、日本一狭いホームとしてメディアに取り上げられたことがある（2004年に改善）。
- 春日野商店街 - 阪神春日野道駅と当駅とを結ぶアーケード商店街[2]。
  - みなと銀行 春日野支店
  - 神戸信用金庫 春日野支店
- かすがの坂商店街
- 大日商店街
- 中西市場
- 神戸春日野郵便局
- 神戸市立春日野小学校
- 神戸市立葺合中学校
- 神戸市立科学技術高等学校
- 神戸市立神戸工科高等学校
- 神鋼記念病院
- 神戸労災病院
- 神戸平成病院
- 春日野会病院
- 母と子の上田病院
- コープこうべ コープミニ春日野道
- 万代 春日野道店
- MEGAドン・キホーテ 神戸本店

### 西口
- 大安亭市場[2]
- 兵庫県葺合警察署
- 神戸市生涯学習支援センター（コミスタこうべ）
- ライフ春日野道店

### バス路線
- 神戸市バス
  - 阪急春日野道（駅東口）
    - 101系統 三宮駅 行
      - 過去には同じ停留所に急行1系統（三宮 - 石屋川間）が発着していた[12]。

  - 東雲通2（駅西口）
    - 101系統 三宮駅行き（西向き）
    - 101系統 神戸赤十字病院・HAT神戸方面　第五突堤(一部便のみ)・三宮駅行（南向き）

## 隣の駅
阪急電鉄
■神戸本線
■特急・■通勤特急・■準特急
通過
■急行・■快速・■普通
王子公園駅 (HK-14) - 春日野道駅 (HK-15) - 神戸三宮駅 (HK-16)

### 記事本文

### 利用状況
1. 1 2  駅別乗降人員 - 阪急電鉄

#### 阪急電鉄
1. ↑  阪急電鉄. “駅別乗降人員（2017年 通年平均）”. 2018年9月17日時点のオリジナルよりアーカイブ。2025年1月30日閲覧。
2. ↑  阪急電鉄. “駅別乗車人員（2018年 通年平均）”. 2024年4月29日時点のオリジナルよりアーカイブ。2025年1月30日閲覧。
3. ↑  阪急電鉄. “駅別乗車人員（2019年 通年平均）”. 2024年4月29日時点のオリジナルよりアーカイブ。2025年1月30日閲覧。
4. ↑  阪急電鉄. “駅別乗車人員（2020年 通年平均）”. 2024年4月29日時点のオリジナルよりアーカイブ。2025年1月30日閲覧。
5. ↑  阪急電鉄. “駅別乗車人員（2021年 通年平均）”. 2024年4月29日時点のオリジナルよりアーカイブ。2025年1月30日閲覧。
6. ↑  阪急電鉄. “駅別乗車人員（2022年 通年平均）”. 2024年4月29日時点のオリジナルよりアーカイブ。2025年1月30日閲覧。